# Perizoma trigonata
Perizoma trigonata là một loài bướm đêm trong họ Geometridae.